# スホクラントとその周辺
スホクラント (Schokland) は、オランダ フレヴォラント州の干拓地北東ポルダー内にある、元はゾイデル海に浮かぶ島であった場所。アイセル川の河口の北、北東ポルダーの南部にあたる部分に南北に細長く延びている。
島の住民は独自の方言や文化を育んでいたが、高潮で危険であるとして19世紀に放棄された。1942年には、ゾイデル海開発の一環となる北東ポルダー干拓工事によって陸続きとなり、島でなくなった。しかし、低い干拓地の中に若干盛り上がった場所があることから、かつて島であったことがうかがえる。また、Middelbuurt 集落のあった場所には、水際の擁壁の一部が昔のまま残っている。

## 歴史
スホクラントが周りから高くなっているのは、最終氷期の氷河地形の名残であり、氷河が流れた後に形成した土手が元になっている。古代には、広い低湿地が広がっていたオランダ北西部は、北海の海水面上昇と南への海水の進入により巨大な湾であるゾイデル海へと変わった。スホクラントは、中世にはゾイデル海の中に突き出した半島であり、魅力的な農地となっていたが、絶えざる海水による浸食により、15世紀には海中に孤立した島となってしまった。
北海が荒れる度にゾイデル海も波の影響で荒れ狂うため、スホクラントは絶えず洪水や高潮の脅威にさらされる土地となった。19世紀までにスホクラントの面積は中世の時点からますます小さくなり、150ヘクタールほどに縮小し、住民は低地を捨てて高台に集落を移し漁業などで生計をたてた。これが、北の集落Emmeloord、及び南の2か所の集落 Molenbuurt, Middelbuurt の三集落である。これらの集落はオーファーアイセル州に属しており、北の集落は主にローマ・カトリック、南の二つの集落は主にオランダ改革派を信仰し、3つの集落からなる自治体スホクラント村には1849年に641人の人口があった。孤立した島に住む人々は独特の方言（Schokkers）を話し独特の衣装を作るなど、島独自の生活や文化を築いてきた。
しかし、1825年の大洪水でスホクラントは破壊され、オランダ政府は1859年、人命の危険があり堤防建設など生活維持に費用の掛かることを理由に、スホクラントでの恒久的集落の放棄を決定した。スホクラント村は廃村となり、本土のカンペン市に併合された。本土に移住した島民の子孫は現在、協会を作って独自の伝統や言語の継承を続けている。
皮肉なことに、19世紀半ば以降、島に対する波の浸食や洪水は減少した。1942年の北東ポルダー完成後、スホクラント周辺は再び農地へと変わった。今日では、スホクラントは19世紀までの漁港や教会、住居、擁壁、灯台などが残る考古学遺跡群と、その歴史を展示するスホクラント博物館で有名である。1995年には、オランダ最初の世界遺産に登録された。

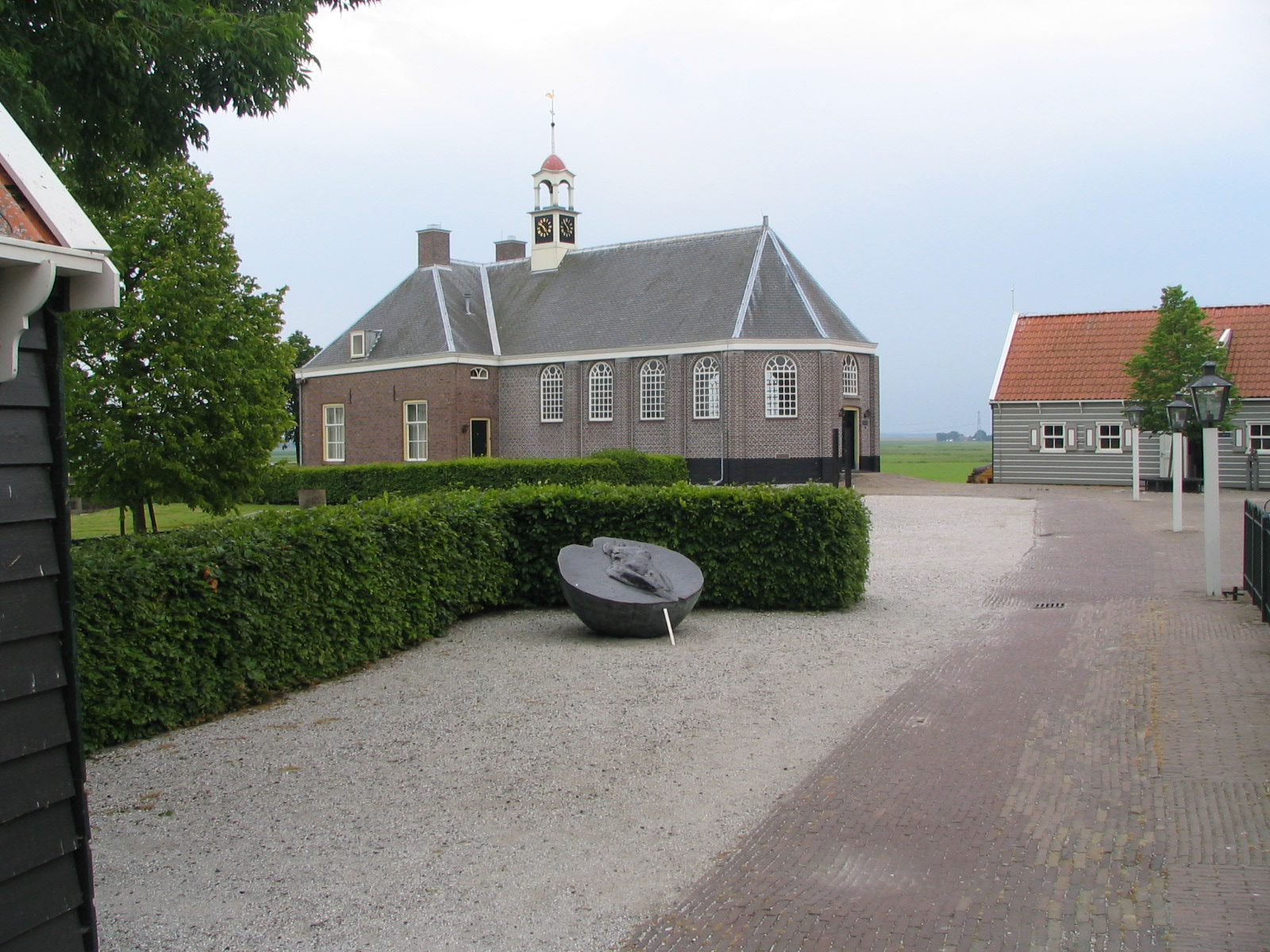
スホクラントの教会
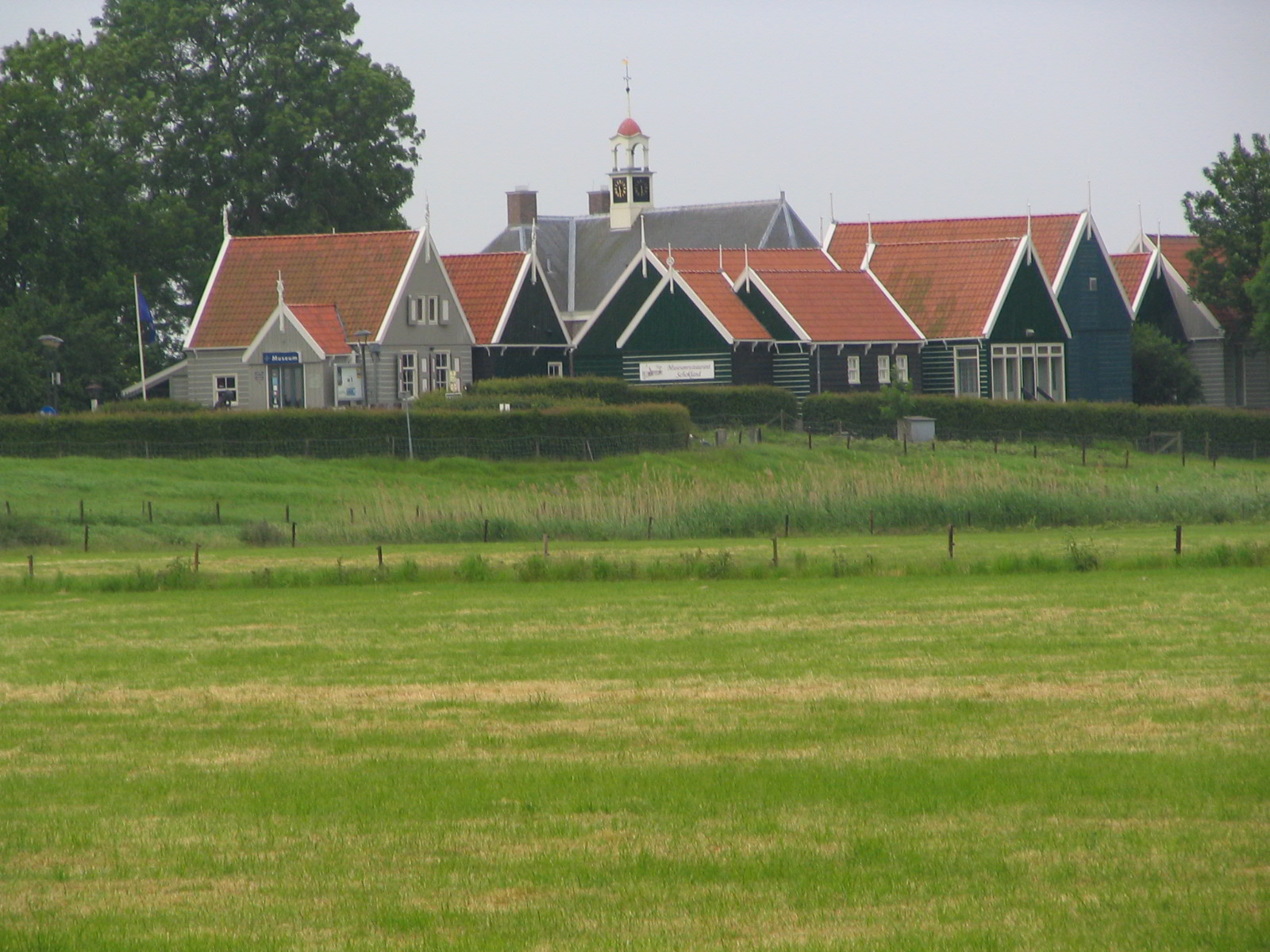
高台にあるかつての村と教会
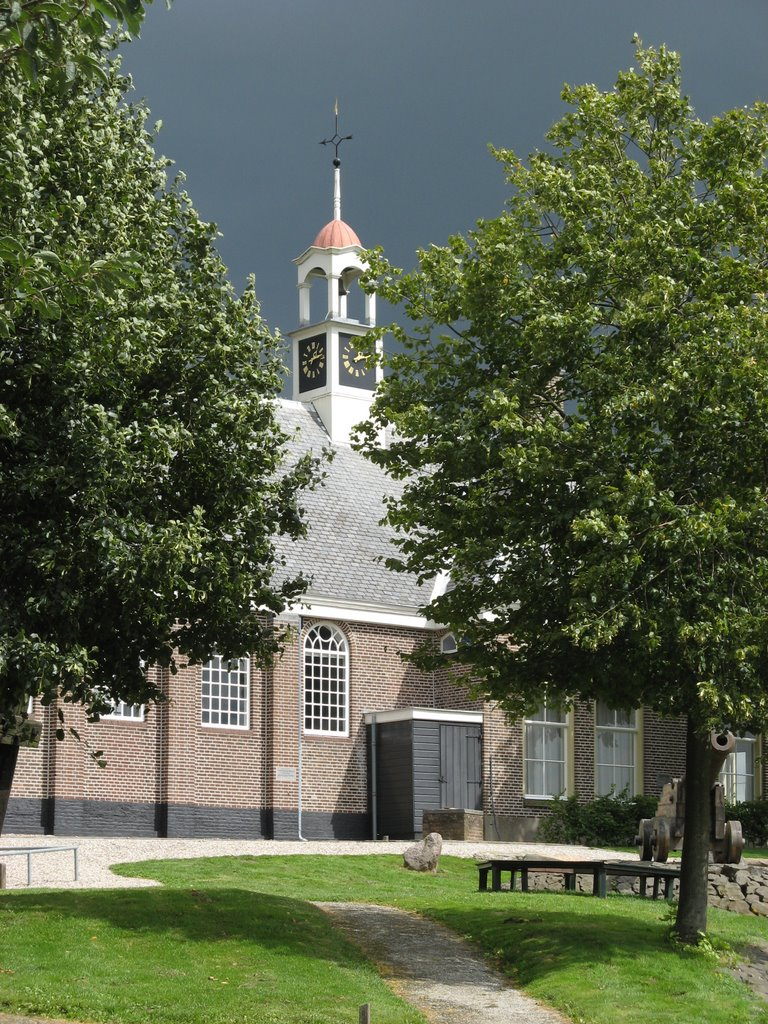

## 登録基準
この世界遺産は世界遺産登録基準のうち、以下の条件を満たし、登録された（以下の基準は世界遺産センター公表の登録基準からの翻訳、引用である）。
- (3) 現存するまたは消滅した文化的伝統または文明の、唯一のまたは少なくとも稀な証拠。
- (5) ある文化（または複数の文化）を代表する伝統的集落、あるいは陸上ないし海上利用の際立った例。もしくは特に不可逆的な変化の中で存続が危ぶまれている人と環境の関わりあいの際立った例。